# Лицея
Ли́цея (лат. Litsea), иногда Литсея  — род цветковых растений, относящийся семейству Лавровые (Lauraceae). Представители распространены в тропических регионах Азии (подавляющее большинство видов), Америки и Австралии. 

## Ботаническое описание
Двудомные вечнозелёные или листопадные деревья и кустарники. Листья, как правило, очерёдные, реже супротивные или мутовчатые, с перистым жилкованием.
Цветки однополые, собраны в зонтики, щитки или метёлки, нередко сгруппированные в пазухах листьев. Присоцветные листья в числе 4—6, не опадающие при цветении. Околоцветник с короткой или длинной трубкой, лопасти отгиба обычно в числе шести (по три в двух кругах), часто неравной длины, реже отсутствуют или в числе восьми. Тычиночные цветки с 9, 12, реже с 5—20 тычинками, расположенными в 3—4 круга, с четырёхгнёздными пыльниками. Пестичные цветки со стаминодиями, соответствующими по количеству тычинкам в тычиночном цветке того же вида, завязь верхняя.

## Таксономия
Litsea Lam., Encyclopédie Méthodique, Botanique 3(2): 574–575. 1792.

### Синонимы
- Adenodaphne S.Moore, 1921
- Hexanthus Lour., 1790
- Iozoste Nees, 1831
- Pseudolitsea Yen C.Yang, 1945
- Sebifera Lour., 1790
- Tetranthera Jacq., 1797

### Виды
Род полифилетичен, в настоящее время его систематика пересматривается. В современном понимании включает около 400 видов. Некоторые виды:
- Litsea aestivalis (L.) Fernald, 1945
- Litsea calophyllantha K.Schum., 1900
- Litsea cubeba (Lour.) Pers., 1806 — Лицея кубеба, или Лицея лимонная[2]
- Litsea glutinosa (Lour.) C.B.Rob., 1911 — Лицея клейкая[2]
- Litsea pedunculata (Diels) Yen C.Yang & P.H.Huang, 1978
- Litsea rotundifolia (Nees) Hemsl., 1891 — Лицея круглолистная[2]
- Litsea umbellata (Lour.) Merr., 1919 — Лицея зонтичная[2]